# Матисов мост
Ма́тисов мост — автодорожный 
металлический арочный мост через реку Пряжку в Адмиралтейском районе Санкт-Петербурга. Соединяет Матисов и Коломенский острова. Объект культурного наследия России регионального значения. 

## Расположение
Расположен по южной (чётной) набережной реки Мойки между домами № 124 и 126, у истока Пряжки. Рядом с мостом расположена Психиатрическая больница святого Николая Чудотворца.
Ниже по течению находится Банный мост.
Ближайшая станция метрополитена (2,4 км) — «Садовая».

## Название
Первоначально мост назывался Сухарин, в 1820 году возникло название Матисовский. Существующее название закрепилось за мостом в 1828 году. Название дано по наименованию Матисова острова. 

## История
В 1737 году был построен деревянный многопролётный мост, соединяющий Матисов остров с Адмиралтейской частью. В 1836—1839 годах он был перестроен по проекту инженеров А. Д. Готмана и А. Ф. Буттаца в трёхпролётный деревянный арочный мост на устоях из плитного камня с гранитными подпятниками. Мост ремонтировался в 1867 и 1901 годах. К 1903 году длина моста составляла 32,3 м, ширина — 11,3 м.
В 1938—1940 годах деревянные арки заменены металлическими балками, мост стал трёхпролётным балочным, с металлическими прогонами, деревянными поперечинами, настилом и опорами. В 1968 году выполнен ремонт моста, пострадавшего от наводнения 18 октября 1967 года. Полностью отремонтированы опоры до уровня воды, заменены поперечины и настилы. Распоряжением мэра Санкт-Петербурга № 108-р от 30.01.1992 года мост был объявлен памятником истории и культуры.
В 1988—1989 годах произведено обследование моста по методике неразрушающего контроля. Оно показало, что опоры моста находятся в аварийном состоянии. В ноябре 1993 года движение по мосту было закрыто в связи с его ветхим состоянием.
Из-за отсутствия средств капитальный ремонт был начат только в 1995 году по проекту, разработанному инженером Л. Н. Соболевым. Мост был полностью разобран, деревянные сваи заменены железобетонными, изготовлены и заново смонтированы металлические арки пролётных строений, опоры облицованы гранитом, на мосту и набережной установлены чугунные перильные ограждения художественного литья, гранитные тумбы и парапеты. Общая стоимость работ составила 28,5 млн рублей. Генподрядчиком было ООО «Ризалит». Новый мост был открыт для движения 13 сентября 2000 года.

## Конструкция
Мост трёхпролётный металлический арочный с ездой поверху. Пролётное строение состоит из металлических двухшарнирных арок постоянного двутаврового сечения и ортотропной плиты проезжей части. Устои моста на буронабивных сваях, облицованы гранитом, промежуточные опоры монолитные железобетонные, на свайном основании, облицованы гранитом. Длина моста составляет 39,7 м, ширина — 10,5 м.
Мост предназначен для движения автотранспорта и пешеходов. Проезжая часть моста включает в себя 2 полосы для движения автотранспорта. Покрытие проезжей части и тротуаров — асфальтобетон. Тротуары отделены от проезжей части металлическим парапетом. Перильное ограждение — литые чугунные секции между металлическими тумбами, на устоях завершается гранитным парапетом. Рисунок решётки повторяет ограду набережной реки Мойки.